# Заклинанието 3: Демоничният убиец
„Заклинанието 3: Демоничният убиец“ (на английски: The Conjuring: The Devil Made Me Do It) е американски филм на ужасите от 2021 г. на режисьора Майкъл Чавес, по сценарий на Джеймс Уан и Дейвид Лесли Джонсън-Макголдрик. Филмът служи като продължение на „Заклинанието“ (2013) и „Заклинанието 2“ (2016).
Оригинално е планиран за излизане през септември 2020 г., филмът е отменен по време на пандемията от COVID-19. Филмът е пуснат от Warner Bros. Pictures и New Line Cinema на 4 юни 2021 г. по кината и в стрийминг услугата HBO Max.